# Axel Ljung
Harald Axel Fredrik (Axel) Ljung (Stockholm, 31 maart 1884 - aldaar, 5 februari 1938) was een Zweeds turner en Atleet.
Ljung nam deel aan de Olympische Zomerspelen 1906 en nam daar deel aan de 100 meter, 110 meter horden en het verspringen uit stand. Bij het verspringen uit stand behaalde hij de vijfde plaats. Ljung nam deel aan de Olympische Zomerspelen 1908 aan het turnen en behaalde daar met het Zweedse team de gouden medaille in de meerkamp.

## Olympische Zomerspelen
| Jaar | Plaats | Resultaten                                                              |
| ---- | ------ | ----------------------------------------------------------------------- |
| 1906 | Athene | 5e verspringen uit stand halve finale 100 meter series 110 meter horden |
| 1908 | Londen | team                                                                    |